# Долње Салиби
Долње Салиби (слч. Dolné Saliby) насељено је мјесто са административним статусом сеоске општине (слч. obec) у округу Галанта, у Трнавском крају, Словачка Република.

## Становништво
| Година:    | 1994. | 2004.   | 2014.   | 2024.   |
| ---------- | ----- | ------- | ------- | ------- |
| Број људи: | 1912  | 1957    | 1954    | 2024    |
| Разлика:   |       | +2,35 % | -0,15 % | +3,58 % |

| Година:    | 2023. | 2024.   |
| ---------- | ----- | ------- |
| Број људи: | 2036  | 2024    |
| Разлика:   |       | -0,58 % |

Према подацима о броју становника из 2011. године насеље је имало 1.922 становника.

## Партнерски градови
- } Панонхалма